# Ulrich Schmidl
Ulrich Schmidl, o Schmidel, menzionato anche nelle fonti Utz Schmidl (Straubing, 1510 circa – Ratisbona, 1580-1581 circa), è stato un esploratore tedesco.

## Biografia
Ulrich Schmidl nacque intorno al 1510 come uno dei tre figli del rispettato patrizio e sindaco di Straubing Wolfgang Schmidl. Poco si sa della sua giovinezza.
Fu solo nel 1534 che si seppe di più su Schmidl quando, come lanzichenecco sotto Pedro de Mendoza da Cadice in Spagna, prese parte a una spedizione nell'Argentina di oggi (Río de la Plata) insieme ad altri 3.000 soldati. Schmidl visse e combatté lì per quasi 20 anni e divenne un cofondatore di Buenos Aires nel febbraio 1535 e Asunción in Paraguay. Il suo viaggio lo portò sul fiume Paraná e sul fiume Paraguay nell'odierno Paraguay. Da lì ha intrapreso diverse spedizioni nel Gran Chaco, che lo ha portato nella Bolivia sud-orientale. A proposito delle sue esperienze sul Río de la Plata nel 1567, scrisse un rapporto in tedesco, che fu pubblicato come vera storia di una meravigliosa spedizione a Norimberga nel 1599, rendendolo insieme ad Álvar Núñez Cabeza de Vaca il primo storico dell'Argentina e del Paraguay.
Il suo racconto riporta i nomi e gli usi di molti popoli Indios che un secolo dopo si sarebbero estinti. Forse la parte più affascinante è quando  descrive il cannibalismo, non dei nativi sudamericani, ma piuttosto dei disperati conquistadores, i quali erano inadatti a sopravvivere nell'aspro  clima, e frequentemente si mangiavano l'un l'altro nello sforzo di non morire di fame.
Le conquiste portarono scarso profitto e il tasso di mortalità fu molto alto. Schmidl descrive la brutalità delle spedizioni nelle aree popolate dagli indiani. A causa del bottino, i conquistatori arrivano al punto di combattersi l'un l'altro. Lo stesso Schmidl descrive il suo comportamento da lanzichenecco: uccidere costantemente, combattere per saccheggiare e schiavizzare gli indiani. Le spedizioni vengono effettuate a ovest del continente.
Incoraggiato a tornare con una lettera di suo fratello Thomas, Schmidl ritorna in Europa con un piccolo bottino e arriva il 26 gennaio 1554 a Straubing. Thomas muore il 20 settembre 1554, Ulrich eredita la sua fortuna e diventa consigliere. Sebbene convertito al luteranesimo, dovette lasciare Straubing e trasferirsi a Ratisbona nel 1582, dove visse a suo agio fino alla sua morte intorno al 1580.